# Смычка (Марий Эл)
Смы́чка — деревня в Моркинском районе Республики Марий Эл. Входит в состав Себеусадского сельского поселения.

## География
Деревня расположена в юго-восточной части республики Марий Эл, на расстоянии приблизительно 8 км (по прямой) на запад-северо-запад от районного центра посёлка Морки.

## История
Основана в 1928 году. В советское время работали колхозы «Смычка» и им. Карла Маркса. В 2004 году в деревне находилось 24 хозяйства.

## Население
| 2010 |
| ---- |
| 73   |

Население составляло 85 человек (мари 99 %) в 2002 году, 73 человека в 2010 году.